# Walter Samuel

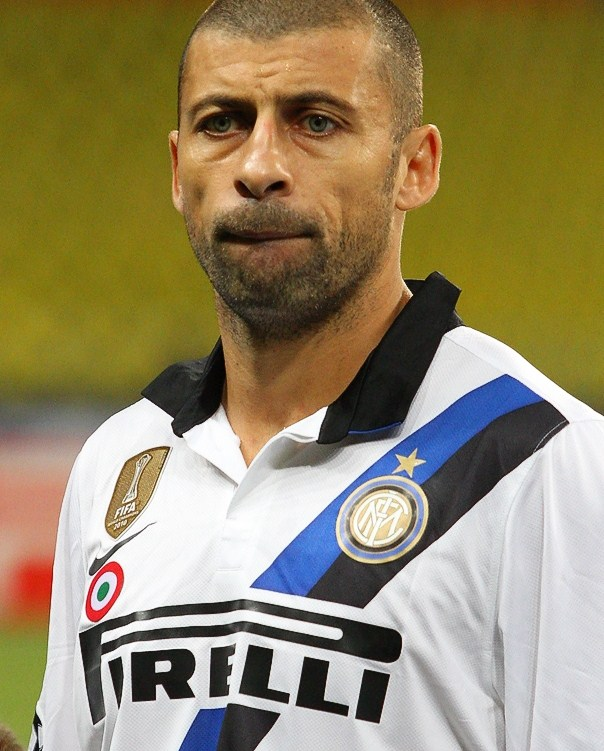
Samuel em 2011.

Walter Adrián Samuel (Firmat, 23 de março de 1978) é um ex-futebolista argentino que atuava como zagueiro.
Foi considerado um dos maiores ídolos do Boca Juniors e da Inter de Milão.

## Carreira
Samuel começou no Newell's old boys, Um ano depois ele foi vendido para o Boca Juniors onde logo caiu nas graças da torcida. Em 2000 Samuel foi vendido ao Roma por cerca de 20 milhões euros, logo ganhou fama por ser um bom defensor o que atraiu os olhares do Real Madrid.
O Real Madrid pagou 25 milhões de euros para contrata-lo. Samuel não teve um bom desempenho no clube madrilenho, não se firmando no time titular. Em agosto de 2005, Samuel voltou para o futebol italiano, mas dessa vez ele foi jogar na Inter de Milão. O clube de Milão pagou 16 milhões de euros para ter um contrato de 4 anos com o atleta.
Samuel sempre foi castigado pelas constante lesões, mas isso não impediu que ele fosse titular em todas as equipes que jogou Em 2010 ficou notório o seu bom futebol na  tríplice coroa (Liga dos Campeões da UEFA, Campeonato Italiano e Copa da Itália) conquistada pelo seu clube, em que muitos afirmavam que a defesa da Internazionale era a melhor do mundo.
Após a temporada 2013-14, deixou a Internazionale depois de 9 anos.

### FC Basel
Em 2014 o ex-zagueiro da Inter assinou contrato de um ano com o clube da Suíça

### Aposentadoria
Em julho de 2016, O zagueiro argentino Walter Samuel, anunciou que deixará o futebol após a conclusão de seu contrato com o Basel.

## Carreira na Seleção
Walter Samuel jogou 56 vezes pela seleção argentina e marcou 5 gols.Ele jogou pelo seu pais a Copa do Mundo de 2002 mas uma série de lesões impediu que ele se firmasse como titular do time.Em 2010 foi convocado pelo então treinador Diego Maradona para disputar a  Copa do Mundo de 2010.

## Títulos
- 2015/2016 - Campeonato Suíço (Basel)
- 2014/2015 - Campeonato Suíço (Basel)
- 2009/2010 - Liga dos Campeões da UEFA (2009-10)
- 2009/2010 - Liga Italiana (Internazionale)
- 2008/2009 - Liga Italiana (Internazionale)
- 2008 - Supercopa Italiana (Internazionale)
- 2007/2008 - Liga Italiana (Internazionale)
- 2006/2007 - Liga Italiana (Internazionale)
- 2006 - Supercopa Italiana (Internazionale)
- 2005/2006 - Liga Italiana (Internazionale)
- 2005/2006 - Copa de Italia (Internazionale)
- 2005 - Supercopa Italiana (Internazionale)
- 2001 - Supercopa Italiana (Roma)
- 2000/2001 - Liga Italiana (Roma)
- 2000 - Copa Libertadores (Boca Juniors)
- 1999 - Primera división argentina (Boca Juniors)
- 1998 - Primera división argentina (Boca Juniors)
- 1997 - Copa Mundial de Futebol Sub-20